# Salvatierra de los Barros
Salvatierra de los Barros je španělská obec situovaná v provincii Badajoz (autonomní společenství Extremadura).

## Poloha
Obec je vzdálena 28 km od města Jerez de los Caballeros, 64 km od Méridy a 66 km od města Badajoz. Patří do okresu Sierra Suroeste a soudního okresu Jerez de los Caballeros.

## Historie
V roce 1834 se obec stává součástí soudního okresu Jerez de los Caballeros. V roce 1842 čítala obec 593 usedlostí a 2060 obyvatel.

## Odkazy

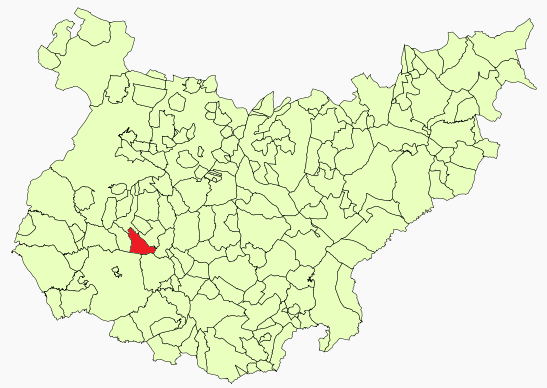
Poloha obce v provincii Badajoz

## Demografie
| Populace obce Salvatierra de los Barros z let (1842–2010) | Populace obce Salvatierra de los Barros z let (1842–2010) | Populace obce Salvatierra de los Barros z let (1842–2010) | Populace obce Salvatierra de los Barros z let (1842–2010) | Populace obce Salvatierra de los Barros z let (1842–2010) | Populace obce Salvatierra de los Barros z let (1842–2010) | Populace obce Salvatierra de los Barros z let (1842–2010) | Populace obce Salvatierra de los Barros z let (1842–2010) | Populace obce Salvatierra de los Barros z let (1842–2010) | Populace obce Salvatierra de los Barros z let (1842–2010) | Populace obce Salvatierra de los Barros z let (1842–2010) | Populace obce Salvatierra de los Barros z let (1842–2010) | Populace obce Salvatierra de los Barros z let (1842–2010) | Populace obce Salvatierra de los Barros z let (1842–2010) | Populace obce Salvatierra de los Barros z let (1842–2010) | Populace obce Salvatierra de los Barros z let (1842–2010) | Populace obce Salvatierra de los Barros z let (1842–2010) | Populace obce Salvatierra de los Barros z let (1842–2010) |
| --------------------------------------------------------- | --------------------------------------------------------- | --------------------------------------------------------- | --------------------------------------------------------- | --------------------------------------------------------- | --------------------------------------------------------- | --------------------------------------------------------- | --------------------------------------------------------- | --------------------------------------------------------- | --------------------------------------------------------- | --------------------------------------------------------- | --------------------------------------------------------- | --------------------------------------------------------- | --------------------------------------------------------- | --------------------------------------------------------- | --------------------------------------------------------- | --------------------------------------------------------- | --------------------------------------------------------- |
| 1842                                                      | 1857                                                      | 1860                                                      | 1877                                                      | 1887                                                      | 1897                                                      | 1900                                                      | 1910                                                      | 1920                                                      | 1930                                                      | 1940                                                      | 1950                                                      | 1960                                                      | 1970                                                      | 1981                                                      | 1991                                                      | 2001                                                      | 2010                                                      |
| 2 060                                                     | 2 828                                                     | 2 743                                                     | 3 184                                                     | 3 645                                                     | 3 594                                                     | 3 812                                                     | 3 943                                                     | 3 719                                                     | 4 110                                                     | 3 987                                                     | 4 006                                                     | 3 371                                                     | 2 652                                                     | 1 972                                                     | 1 982                                                     | 1 896                                                     | 1 772                                                     |